# Kalman Schulmann

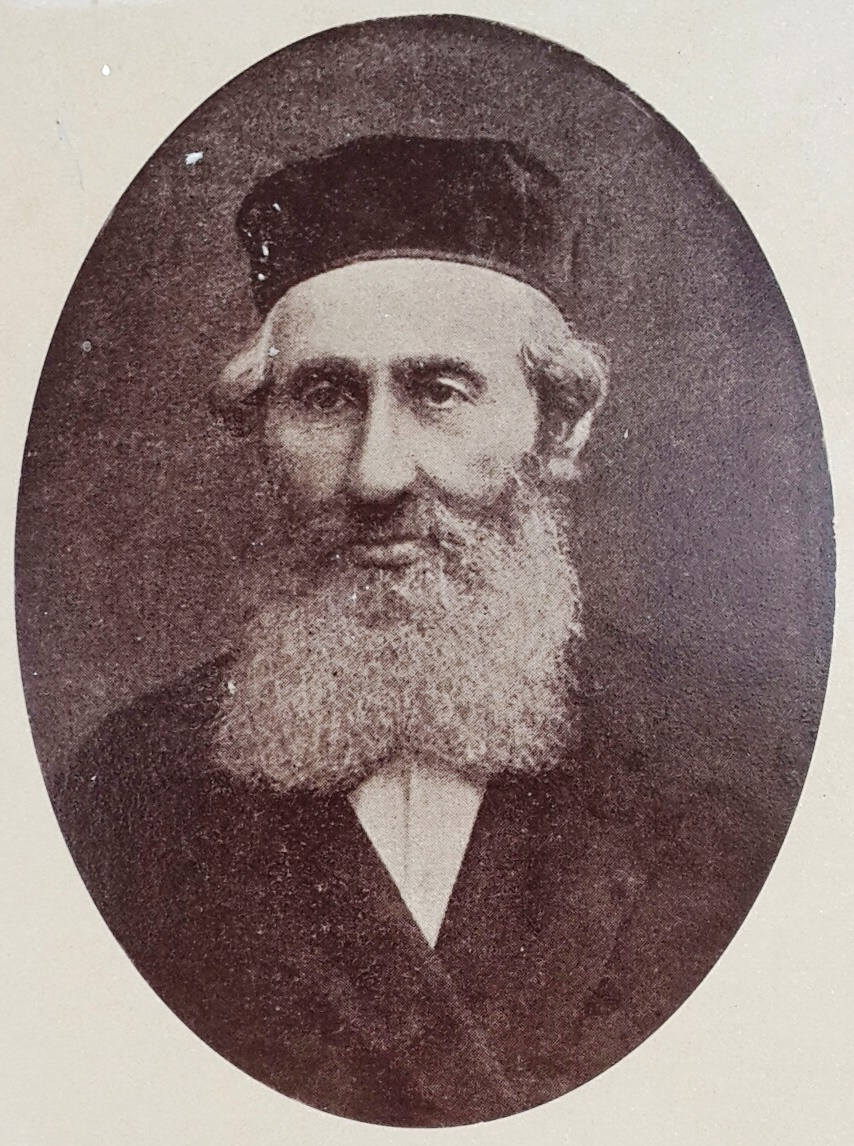
Kalman shulman

Kalman Schulmann (hebräisch קלמן שולמן) (* 1819 in Bychau, Gouvernement Mogiljow; † 2. Januarjul. / 14. Januar 1899greg. in Wilna) war ein russischer jüdischer Aufklärer.
Schulmann war Verfasser populärwissenschaftlicher hebräischer Werke über Weltgeschichte, jüdische (Gelehrten)Geschichte sowie allgemeine Geographie und Übersetzer von Klassikern wie Werken von Flavius Josephus, aber auch von Roman-Bestsellern, wie z. B. von Eugène Sue. Als renommierter Maskilim wurde er Lehrer am Rabbinerseminar Wilna.